# Al-Buszajrijja
Al-Buszajrijja (arab. البشيرية) – miejscowość w Syrii, w muhafazie Idlib. W 2004 roku liczyła 2490 mieszkańców.